# Gorbatovka
Gorbatovka (in russo Горбатовка?) è un insediamento di tipo urbano della Russia europea centro-orientale, situato nel circondario urbano della città di Dzeržinsk dell'oblast' di Nižnij Novgorod.
Si trova 23 km a ovest di Nižnij Novgorod e 20 km a est di Dzeržinsk.